# Пауэлл, Джек
Джон (Джек) Па́уэлл (англ. John (Jack) Powell; 25 марта 1860 — 16 марта 1947) — валлийский футболист, выступавший на позиции защитника.

## Биография
Родился в Уэльсе неподалёку от Рексема. Начал карьеру в валлийском клубе «Друидс», с котором выиграл три Кубка Уэльса.
В октябре 1883 года перешёл в английский клуб «Болтон Уондерерс». Считается, что он стал первым валлийцем, переехавшим в Англию, чтобы стать профессиональным футболистом. В 1885 году он вынужден покинуть «Болтон» из-за нарушения правил участия в Кубке Англии. Всего он провёл за «Болтон» 6 официальных матчей, все — в Кубке Англии.
В 1886 году Джек переехал в Манчестер, где устроился на работу механиком на железную дорогу Ланкашира и Йоркшира. Параллельно он выступал за футбольную команду рабочих этой железной дороги, «Ньютон Хит». В 1887 году был назначен капитаном команды. Всего провёл за клуб 4 официальных матча, все — в Кубке Англии.
В ходе своей футбольной карьеры Пауэлл провёл 15 матчей за национальную сборную Уэльса.
После окончания футбольной карьеры управлял пабами в Манчестере и Рексеме.
Джек Пауэлл умер 16 марта 1947 года в Рексеме.

## Достижения
Друидс
- Обладатель Кубка Уэльса (3): 1880, 1881, 1882